# Andreas Corthum

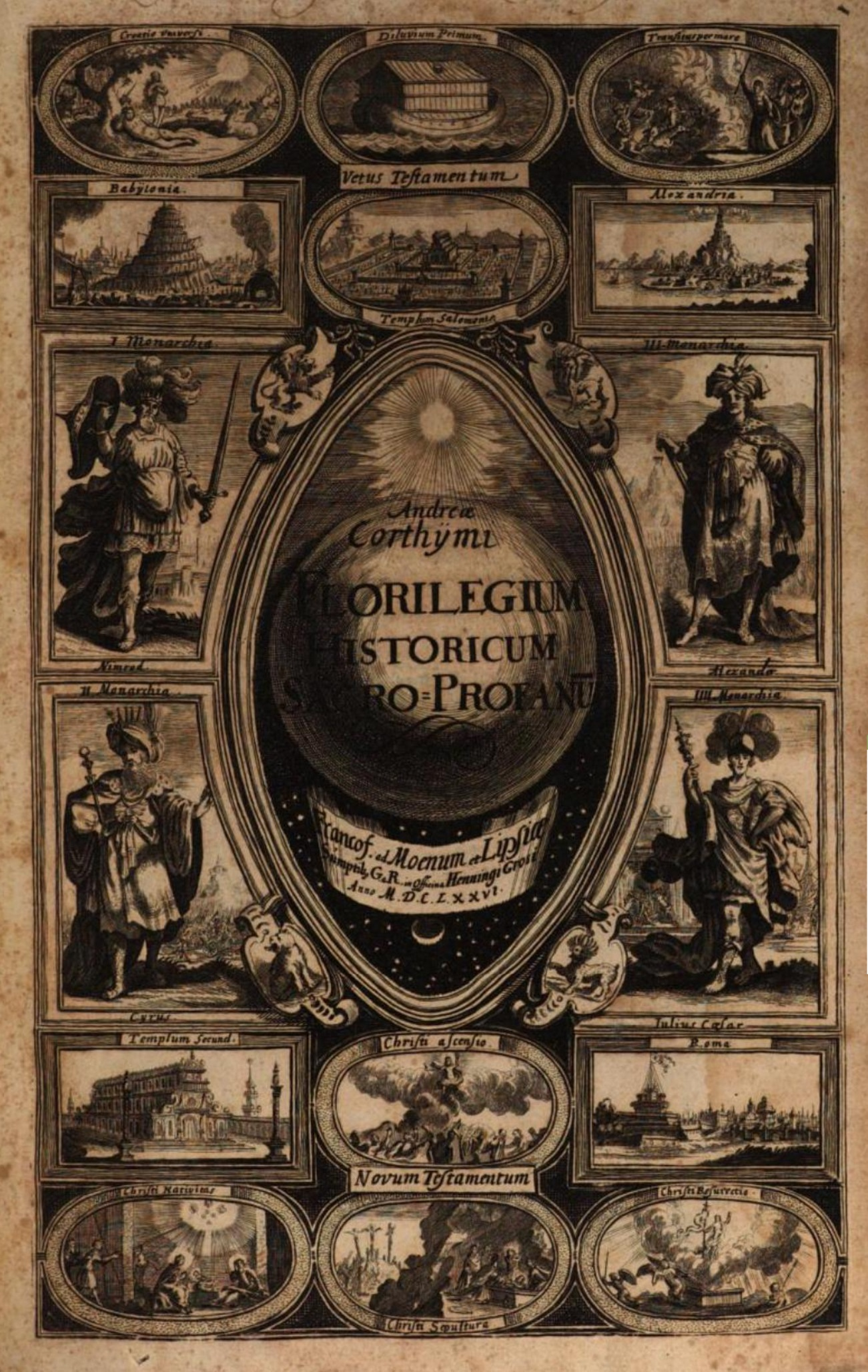
Frontispiz in Corthums Werk Florilegium historicum, 1676

Andreas Corthum (* 6. November 1605 in Aschersleben; † 5. Oktober 1681 ebd.) war ein Gelehrter, Schriftsteller und Archidiakon in Aschersleben.

## Leben und Wirken
Die Biografie von Andreas Corthum (meist Corthym, auch Corthymius, Cortum, Kortüm, Kortum oder Korthum) ist nur wenig erforscht. Seine Eltern waren der Kupferschmied Michael Corthum (1584–1659) und Susanne Büstorff (* 1584), eine Tochter der Elisabeth Pflaume (ca. 1563–1634). Zunächst hat er wohl Theologie studiert. Zurück in seiner Heimatstadt war er Prediger und ab 1637 Archidiakon an der St.-Stephani-Kirche. Er trug des Öfteren poetische Verse zu Leichenpredigten bei. In diesem kirchlichen Amt wurde er, wohl wegen eines Körperschadens am Bein, von seinem Sohn Daniel Corthymius abgelöst.
Bekannt wurde er vor allem als Gelehrter und Verfasser eines historischen Tabellenwerks Florilegium historicum sacro-profanum, in dem er in Form einer Global-Enzyklopädie versucht, übergreifend über sämtliche Epochen alle jemals gewesenen Herrscher, Monarchen und Päpste weltweit zu erwähnen. Auch Aufzeichnungen über Merkwürdigkeiten der Stadt Aschersleben, niedergeschrieben vom Bürgermeister David Roloff († 19. September 1578) übersetzte Corthum ins Lateinische und nahm sie in gesonderten Kapiteln in sein Werk auf, dessen Veröffentlichung im Jahr 1676 jedoch erst sein Schwiegersohn Matthias Lange (1634–1679) veranlasste.

## Familie
Ein Sohn war der 1697 erwähnte Bauherr Johann Andres Corthym. Ein Enkel war Renatus Andreas Kortum (* 9. November 1674 in Aschersleben; † 5. Juni 1747 in Lebus) erster lutherischer Prediger der ehemals reformierten Barfüßerkirche am Markt, der zum Unterstützerkreis des Johann Georg Joch zählte und 1720 im Zuge von Volksaufständen auf der Festung Wesel gefangen gehalten wurde und 1721–1741 Pastor in Lebus war.
Andreas Corthum war zudem der Vorfahr der Zerbster Gärtnerfamilie Corthum.
- Elisabeth Pflaume (ca. 1563–1634); ⚭ (I.) 2. Juni 1583 Andreas Büstorff († ca. 1592), ⚭ (II.) 22. Januar 1593 mit Andreas Wolff[9] „Ire hochtzeitlichen Ehren Tage haben sie in der Braut Behausung am Marckte gehalten.“[10]
  - Susanne Büstorff (* 1584); ⚭ Aschersleben 26. Januar 1605 Michael Corthum (* 1584; † 4. April 1659), Landwirt und Kupferschmied in Aschersleben, Sohn des Cord Corthym/Kurtzumb[11]
    - Andreas Corthum (* 6. November 1605; † 5. Oktober 1681) Archidiakonus von St. Stephani; ⚭ 22. Januar 1639 Margarete Hauenschild (1621–1692), Tochter des Reitherrn Daniel Hauenschild (* 24. August 1589; † 6. Januar 1668 als Stadtvogt)[12]
      - Daniel Corthymius (* 1639 in Aschersleben get. 1. Januar 1640 † 7. September 1680), Nachfolger als Archidiakon, ⚭ 1666 Maria Otilia (1647–1676), Tochter des † Bürgermeisters Johannes Herzog, 2.⚭ 1677 Susanna, Tochter des † Schultheiß Daniel Weißbrot
        - Johann Daniel Corthym (* 1679 in Aschersleben; † 1721 ebd.), Subkonrektor in Aschersleben, 1.⚭ 1708 Maria Elisabeth (1686–1708), Tochter des Bürgermeisters Gottfried Pflaume, 2.⚭ 1710 in Westorf Margaretha Johanna, Tochter des Pastors Heinrich Andreas Käseberg
          - Theodosius Renatus Kortum (* 1716 in Aschersleben; † 1772 ebd.), Doktor der Medizin

        - Renatus Andreas Kortum (* 5. Oktober 1674 in Aschersleben; † 5. Juni 1747 in Lebus)
          - Gottfried Michael Kortum (* 29. September 1699 in Quedlinburg; † nach 1749 wohl in Bielitz)[13]

      - Gottfried Corthym (get. 25. August 1645 in Aschersleben; † 22. April 1687 in Aschersleben), praktizierender Jurist, Bauherr und Schultheiß in Aschersleben, ⚭ 1671 Margaretha Magdalena, Tochter des Oberreitherrn Daniel Pfeiffer
        - Andreas Daniel Corthym (* 29. August 1672 in Aschersleben; beerd. 21. Januar 1735 in Aschersleben), Verwalter, Advokat und Kornschreiber in Aschersleben, ⚭ 1699 Sophia Magdalena, Tochter des hochgräfl. Mannsfeld. Hof- und Consitorialrats Jacob Friedrich Erfurth

      - Johann Andreas Corthum (* 20. Juli 1654; † 24. Oktober 1712) Kunstmaler und Bauherr; ⚭ 24. Oktober 1676 Magdalene Hecht (1659–1704), Tochter des Ascherslebener Ratsherren, Kämmerers und Schuhmachers Burchard Hecht (* 23. Mai 1631; † 3. Januar 1672, Sohn des Lampert Hecht) und der Dorothea Mertens (1640–1671, Enkelin des Paul Mertens (* 1581) und der Margarete Belwe (* 1583))
        - Daniel Andreas (* 1678) Advokat in Aschersleben, ⚭ 1700 Catharina Elisabeth, Tochter des † Obernehmer und Schultheiß Daniel Lenzen
        - Margarethe Dorothea Elisabeth Corthym (* 4. Dezember 1682 in Aschersleben; 15. Oktober 1717 ebd.); ⚭ ebd. 1700 Johann Andreas Rosentreter
        - Christoph Friedrich Corthum (* 29. April 1689 in Aschersleben; † 10. Januar 1756 in Hohenthurm), ab 1720[14] Pastor zu Hohenthurm und Rosenfeld; ⚭ Christiane Henrika Deneke († 30. August 1757)
          - Christian Friedrich Corthym (* um 1715)
          - Christoph Henri. (Christ.) Corthum (* Oktober 1723 in Hohenthurm)[15]
          - Friedrich Corthym (* 3. September 1724 in Hohenthurm)[16]
          - Christoph Corthum (* 1728 in Hohenthurm; † 1766 in Berlin-Pankow)
          - Johann Heinrich Corthym (* 18. April 1730 in Hohenthurm)[17]
          - Johann Jacob Corthym (* 18. April 1733 in Hohenthurm)[18]
          - Johann Philipp Corthüm (* 1735 in Hohenthurm; † 1796 in Cremlingen)
          - Johann Carl Corthum (* 1740 in Hohenthurm; † 1815 in Zerbst), Kaufmann, Handelsgärtner und Ratsherr in Zerbst[19]

## Werke
- Andreas Corthimius: Florilegium historicum sacro-profanum in quo methodicè recensentur, omnes quatuor monarchiarum imperatores orientales et occidentales ... Francofurti ad Moenum et Lipsiae, 1676. Erschienen bei der Druckerei Henning Grosse's Nachfahren (1635–1665) in Frankfurt/Main und Leipzig (online)